# Chaudhry Aslam Khan
Chaudhry Aslam Khan era un superintendente (SP) en el departamento de Policía de Sindh en Pakistán. Se dirigió hacia la célula anti-extremista del Crimen del Departamento de Investigación de la policía de Sindh (CID). Murió en un ataque suicida por Tehrik-i-Taliban Pakistan.

## Muerte
El 9 de enero de 2014, murió junto con otros dos oficiales, debido a una bomba dirigida contra su convoy en la autopista Lyari en Karachi. La agencia Mohmand del proscrito Tehrik-i-Taliban Pakistan (TTP) reivindicó la responsabilidad del ataque. Sajjad Mohmmad, un portavoz del grupo militante dijo que Aslam fue objeto de llevar a cabo operaciones contra el TTP. "Aslam debía involucrarse en matar prisioneros talibanes en las células del CID en Karachi y estaba en la cima de nuestra lista", dijo.